# Bradina macaralis
Bradina macaralis là một loài bướm đêm trong họ Crambidae.